# 谢姆雷勒鲁瓦
谢姆雷勒鲁瓦（法語：Chémeré-le-Roi，法語發音：[ʃɛmʁe lə ʁwa]）是法国马耶讷省的一个市镇，属于拉瓦勒区。

## 地理
谢姆雷勒鲁瓦（47°58'41"N, 0°26'26"W）面积15.18 平方千米，位于法国卢瓦尔河地区大区马耶讷省，该省份为法国西北部内陆省份。
与谢姆雷勒鲁瓦接壤的市镇（或旧市镇、城区）包括：拉巴祖日德谢姆雷、拉克罗普特、普雷欧、索尔日、瓦勒迪曼恩。
谢姆雷勒鲁瓦的时区为UTC+01:00、UTC+02:00（夏令时）。

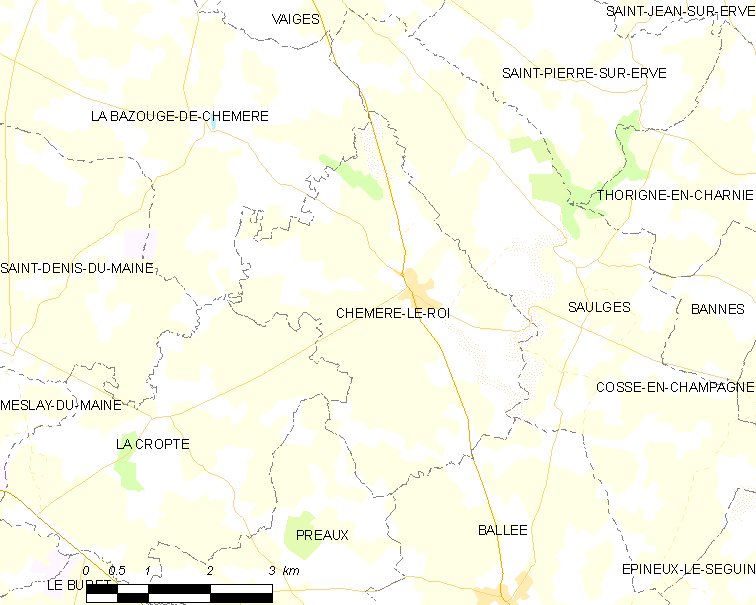
谢姆雷勒鲁瓦的OSM定位图

## 行政
谢姆雷勒鲁瓦的邮政编码为53340，INSEE市镇编码为53067。

## 政治
谢姆雷勒鲁瓦所属的省级选区为梅莱迪迈讷县。

## 人口

1962-2008年间谢姆雷勒鲁瓦人口变化图示

谢姆雷勒鲁瓦于2022年1月1日时的人口数量为433人。